# Atomaria lewisi
Atomaria lewisi är en skalbaggsart som beskrevs av Edmund Reitter 1877. Atomaria lewisi ingår i släktet Atomaria, och familjen fuktbaggar. Arten är reproducerande i Sverige.